# Сагами, Синъити
Синъити Сагами (яп. 佐上 信一 Сагами Синъити, 19 декабря 1882 — 29 ноября 1943) — японский государственный деятель, губернатор префектур Хоккайдо (1931—1936), Киото (1929—1931), Нагасаки (1927—1928) и Окаяма (1925—1927).

## Биография
Родился в деревне Ицукаити в префектуре Хиросима (ныне район Саэки города Хиросима) как старший сын Хэйдзиро Сагами. Окончил юридический факультет Токийского императорского университета.
В 1916 году занимал пост начальника дорожного отдела бюро гражданского строительства Министерства внутренних дел. В 1922 году стал советником Министерства внутренних дел и директором отдела документации канцелярии министра, а также директором дорожного отдела. Сагами являлся составителем старого закона о дорогах, обнародованного в 1919 году, являясь начальником дорожного отдела, Синъити вплотную занялся проектом. Планируя проект, он не только инспектировал дороги в Европе и Соединенных Штатах, но и изучал прежний опыт от древнего периода до периода Эдо, разработал постоянную политику и на её основе ввёл закон. Решение по каждому законопроекту принималось на основе исследований Сагами. В то время закон о дорогах получил высокую оценку в юридическом сообществе, во многом благодаря усилиям Синъити.
В 1924 году стал директором бюро синтоистских святилищ, а в 1925 году был назначен губернатором префектуры Окаяма. В 1927 году стал губернатором префектуры Нагасаки. После службы в качестве начальника регионального бюро в 1929 году был назначен губернатором префектуры Киото. В этой должности осуществил включение 26 городов и деревень в состав города Киото, включая город Фусими (нынешний район Фусими).
В октябре 1931 года стал губернатором префектуры Хоккайдо. В то время на Хоккайдо неурожаи, вызванные холодным летом, которое продолжалось непрерывно в ранний период Сёва, загнал поселенцев в угол, и бедственное положение людей в округе Нэмуро было невообразимым. Сагами посетил этот район и разработал «Пятилетний план сельскохозяйственного развития полей Нэмуро» для содействия рационализации сельского хозяйства, а также способствовал переходу на выращивание сахарной свеклы и молочное животноводство, подходящие для климата Хоккайдо. Это заложило фундамент нынешней экономики округа Нэмуро, который на сегодняшний день является крупнейшим районом молочного животноводства в Японии. Сагами установлен бюст в городе Бэцукай.
Считается, что Сагами приложил усилия для расширения территории национального парка Дайсэцудзан, который был создан в 1934 году. Также считается, что рябина на Хоккайдо появилась, когда Синъити, который увлекался коллекционированием альпийских растений, рекомендовал сажать рябину в разных частях Хоккайдо.
Сагами также усердно работал над созданием фонда и сельскохозяйственной школы, которые были предшественниками корпорации Ракуно гакуэн. Синъити должен был стать первым президентом корпорации, но отказался из-за болезни. Вместо себя рекомендовал предпринимателя Торидзо Куросаву.

## Семья
Второй сын, Такэхиро Сагами, заместитель министра финансов Японии по международным делам (1978—1981).